# فیتال فریم ۴
زیرو: نقاب خسوف (به ژاپنی: 零〜月蝕の仮面〜, Zero: Tsukihami no Kamen) که همچنین در آمریکا با نام فیتال فریم ۴ (به انگلیسی: Fatal Frame IV) شناخته می‌شود، یک بازی ویدئویی به سبک ترس و بقا و عنوان چهارمین قسمت از سری بازی‌های فیتال فریم است که در اصل توسط تکمو و سپس با همکاری تولیدات گرس‌هاپر منیوفکچر و نینتندو اس‌پی‌دی ساخته شده و به‌وسیلهٔ نینتندو در سال ۲۰۰۸ برای کنسول وی توزیع شد. این بازی که در ابتدا فقط در ژاپن منتشر شد، یک نسخهٔ بازسازی شده از آن توسط کویی تکمو در سال ۲۰۲۳، برای کنسول‌های نسل هشتم و نهم و مایکروسافت ویندوز در سراسر جهان عرضه شد.

## موضوع
در دههٔ ۱۹۷۰، ده سال پیش از آغاز بازی، مظنون به قتل‌های زنجیره‌ای، «یو هایبارا» پنج دختر را از اتاق‌هایشان در یک آسایشگاه در جزیرهٔ روگتسو، واقع در جنوب هونشو، ربود. این دختران به‌دست کارآگاه «چوشیرو کیریشیما» که در تعقیب هایبارا بود، از غاری در زیر آسایشگاه نجات یافتند، اما همگی حافظهٔ خود را از دست داده بودند. دو سال بعد، فاجعه‌ای در جزیرهٔ روگتسو رخ داد که موجب مرگ ساکنان آن شد. هشت سال پس از آن، یعنی در زمان حال، دو تن از آن دختران نجات‌یافته به‌شکلی مرموز جان می‌بازند و دو بازماندهٔ دیگر، «میساکی آسو» و «مادوکا تسوکیموری»، برای کشف حقیقت گذشتهٔ خود به جزیره بازمی‌گردند. «روکا مینازوکی»، دیگر بازماندهٔ ماجرا، با وجود هشدار مادرش مبنی بر بازنگشتن به جزیره، به دنبال میساکی و مادوکا رهسپار روگتسو می‌شود. اندکی پیش از رسیدن روکا، مادوکا به‌دست ارواح خبیث کشته می‌شود. چوشیرو نیز به درخواست مادر روکا، یعنی «سایاکا»، به جزیره بازمی‌گردد تا هم روکا را بیابد و هم جستجویش برای یافتن هایبارا را ادامه دهد.
در جریان کاوش‌هایشان، شخصیت‌ها درمی‌یابند که ساکنان پیشین جزیره، در طول هر خسوف ده‌سالهٔ ماه، آیینی را برای فرستادن ارواح به جهان دیگر برگزار می‌کردند تا با بیماری فراطبیعی‌ای به نام «نشانگان مهتابی» مقابله کنند، بیماری‌ای که بر حافظه و هویت اثر می‌گذارد. در نتیجهٔ یک آیین شکست‌خوردهٔ پیشین که به شیوع گستردهٔ این بیماری انجامید، عناصر مختلفی ممنوع شدند، از جمله نقاب آیینی به‌نام «نقاب خسوف ماه» و نغمه‌ای به‌نام «تسوکیموری» که در خانوادهٔ روکا باقی مانده بود. تا سال ۱۹۷۰، اجرای کگورا جایگزین آیین سنتی شده و به جاذبه‌ای گردشگری تبدیل شده بود، گرچه نشانگان مهتابی همچنان پابرجا بود. روکا و میساکی نیز جزو افراد آلوده‌ای بودند که در آسایشگاه تحت درمان قرار گرفتند، به‌همراه «ساکویا»، خواهر روح‌حساس هایبارا. تصمیم گرفته شد که آیینی تازه برگزار شود؛ «سویا یوموتسوکی»، پدر روکا، نقابی تازه برای آیین ساخت. ساکویا نقش اصلی را با نقاب ایفا می‌کرد و روکا، میساکی، مادوکا و دو دختر دیگر در آن شرکت داشتند.
با نبود نغمهٔ «تسوکیموری»، آیین با شکست مواجه شد. ساکویا به آخرین مرحلهٔ بیماری رسید و در حالی که نقاب را شکست، به کما رفت. سایر دختران دچار فروپاشی شدند و حافظه‌شان را از دست دادند و همهٔ رقصندگان کگورا جان باختند. دو سال پس از خروج دختران از جزیره، ساکویا از کما بیرون آمد و کل جزیره را آلوده کرد، تمامی ساکنان، از جمله یوموتسوکی را کشت. میساکی ــ که از نسل آفرینندهٔ «دوربین تاریک» بود ــ به‌دست روح عروسکی که ساکویا به او داده بود، دوباره به سوی روگتسو کشیده شد. همچنین مشخص می‌شود که چوشیرو در همان روز کشته شد؛ او پس از آن‌که توسط هایبارا چاقو خورد، موفق شد هایبارا را بکشد.
برای آن‌که ساکویا آرام گیرد و ارواح روگتسو پیش از آن‌که نفوذشان به‌ورای جزیره برسد، ساکن شوند، آیین باید به پایان برسد. روکا همهٔ تکه‌های نقاب را به‌دست می‌آورد و آن‌ها دوباره به «نقاب کامل خسوف ماه» بدل می‌شوند. او با ساکویا در فراز فانوس دریایی روگتسو روبه‌رو می‌شود و با نغمهٔ «تسوکیموری» او را آرام می‌کند. سپس چوشیرو نقاب را بر چهرهٔ ساکویا می‌گذارد و آیین به‌کمال می‌رسد و ارواح جزیره، از جمله ساکویا، چوشیرو و یوموتسوکی، به جهان دیگر می‌روند. بسته به درجهٔ دشواری بازی، سرنوشت میساکی یا نامعلوم می‌ماند، یا آن‌که روح مادوکا او را نجات می‌دهد و از جزیره می‌گریزد.

## بازتاب‌ها
| گردآورنده | امتیاز                                             |
| --------- | -------------------------------------------------- |
| متاکریتیک | (NS) ۷۳/۱۰۰ (PC) ۶۹/۱۰۰ (PS5) ۶۷/۱۰۰ (XSXS) ۶۴/۱۰۰ |

| ناشر      | امتیاز     |
| --------- | ---------- |
| دستراکتید | ۷.۵/۱۰     |
| اج        | (وی) ۸/۱۰  |
| یوروگیمر  | ۷/۱۰       |
| فامیتسو   | (وی) ۳۴/۴۰ |